# Jill Bennett (actrice britannique)
Pour les articles homonymes, voir Jill Bennett et Bennett.
Jill Bennett, née le 24 décembre 1931 à Penang (États malais fédérés) et morte le 4 octobre 1990 à Londres (Angleterre), est une actrice anglaise.

## Biographie
Elle se suicide le 4 octobre 1990 à 58 ans. 

### Vie privée
Jill Bennett a été mariée avec l'écrivain anglais Willis Hall de 1962 à 1965 et a été la quatrième épouse de John Osborne de 1968 à 1977.

## Filmographie

### Cinéma
- 1951 : L'assassin frappe à minuit (The Long Dark Hall) de Reginald Beck et Anthony Bushell : la première fille tuée
- 1952 : Moulin Rouge de John Huston : Sarah
- 1953 : The Pleasure Garden : Miss Kellerman
- 1954 : L'Enfer au-dessous de zéro (Hell Below Zero) de Mark Robson : Gerda Petersen
- 1954 : Caste (téléfilm) : Polly Eccles
- 1954 : Aunt Clara : Julie Mason
- 1955 : Murder Anonymous : Mme Sheldon
- 1956 : The Extra Day de William Fairchild : Susan
- 1956 : La Vie passionnée de Vincent van Gogh (Lust for Life) de Vincente Minnelli : Willemien
- 1960 : Les Criminels de Joseph Losey : Maggie
- 1961 : The Anatomist : Mary Belle
- 1965 : Le Crâne maléfique (The Skull) de Freddie Francis : Jane Maitland
- 1965 : Confession à un cadavre (The Nanny) de Seth Holt : la tante Pen
- 1966 : Dare I Weep, Dare I Mourn (téléfilm) : Frida Holmeier
- 1968 : La Charge de la brigade légère (The Charge of the Light Brigade) de Tony Richardson : Fanny Duberly
- 1968 : Inadmissible Evidence : Liz
- 1970 : Jules César (Julius Caesar) de Stuart Burge : Calpurnia
- 1971 : Speaking of Murder (téléfilm) : Annabelle Logan
- 1971 : Rembrandt (téléfilm) : Geertje
- 1972 : I Want What I Want : Margaret Stevenson
- 1974 : Ms or Jill and Jack (téléfilm) : Jill
- 1975 : Mr. Quilp (The Old Curiosity Shop) : Sally Brass
- 1976 : Almost a Vision (téléfilm) : Isobel
- 1977 : Le Cercle infernal (Full Circle) de  	Richard Loncraine : Lily Lofting
- 1979 : The Old Crowd (téléfilm) : Stella
- 1981 : Rien que pour vos yeux (For Your Eyes Only) de John Glen : Jacoba Brink
- 1982 : Britannia Hospital de Lindsay Anderson : Dr MacMillan
- 1983 : The Aerodrome (téléfilm) : Eustasia
- 1985 : The Murders at Lynch Cross (téléfilm) : Sonia Barrington
- 1986 : Lady Jane de Trevor Nunn : Mme Ellen
- 1988 : Hawks : Vivian Bancroft
- 1989 : A Day in Summer (téléfilm) : Miss Prosser
- 1990 : Un thé au Sahara (The Sheltering Sky) de Bernardo Bertolucci : Mme Lyle

### Télévision
- 1959 : Saturday Playhouse : Trilby O'Ferrall (1 épisode)
- 1962 : Somerset Maugham Hour (1 épisode)
- 1964 : Espionage : Mistress Patience Wright (1 épisode)
- 1964 : First Night : Libby Beeston (1 épisode)
- 1965 : ITV Play of the Week : Emma Gore (7 épisodes)
- 1966 : ABC Stage 67 : Frieda (1 épisode)
- 1966 : Thirty-Minute Theatre : Mary Hass (1 épisode)
- 1968 : Half Hour Story : Penelope (1 épisode)
- 1970 : BBC Play of the Month : Anna (3 épisodes)
- 1971 : ITV Saturday Night Theatre (1 épisode)
- 1974 : Late Night Drama (1 épisode)
- 1976 : Murder : Lola (1 épisode)
- 1980 : Orient-Express : Jane (1 épisode)
- 1981 : Play for Today : Alice Carlion (1 épisode)
- 1984 : Poor Little Rich Girls : Daisy Troop (8 épisodes)
- 1986 : Paradise Postponed : Lady Grace Fanner (8 épisodes)
- 1987 : Worlds Beyond (1 épisode)